# 訃報 1981年10月
訃報 1981年10月（ふほう 1981ねん10がつ）では、1981年（昭和56年）10月中に物故した、又は物故が報じられた人物についてまとめる。

## （1日 - 15日）

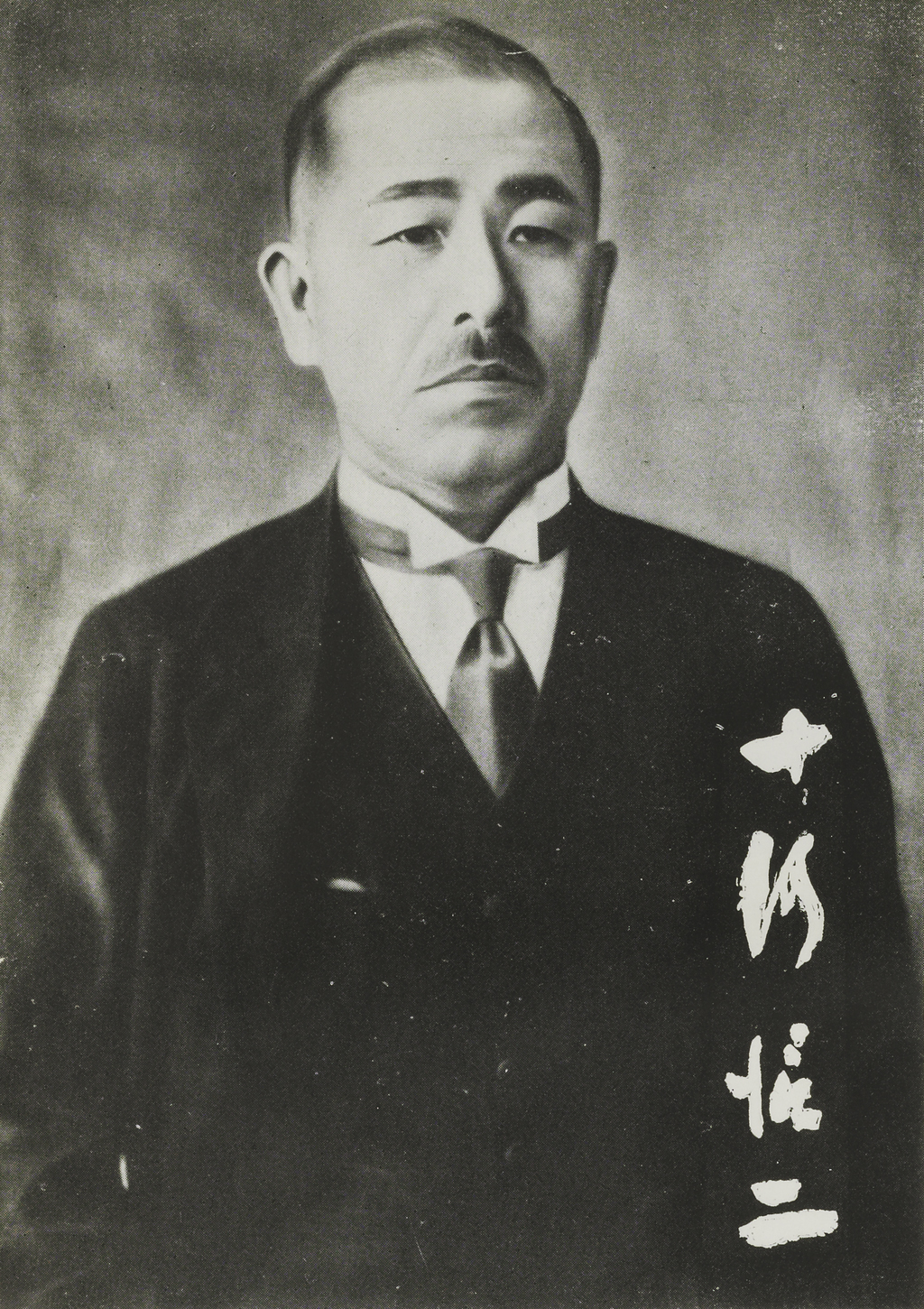
十河信二／10月3日没

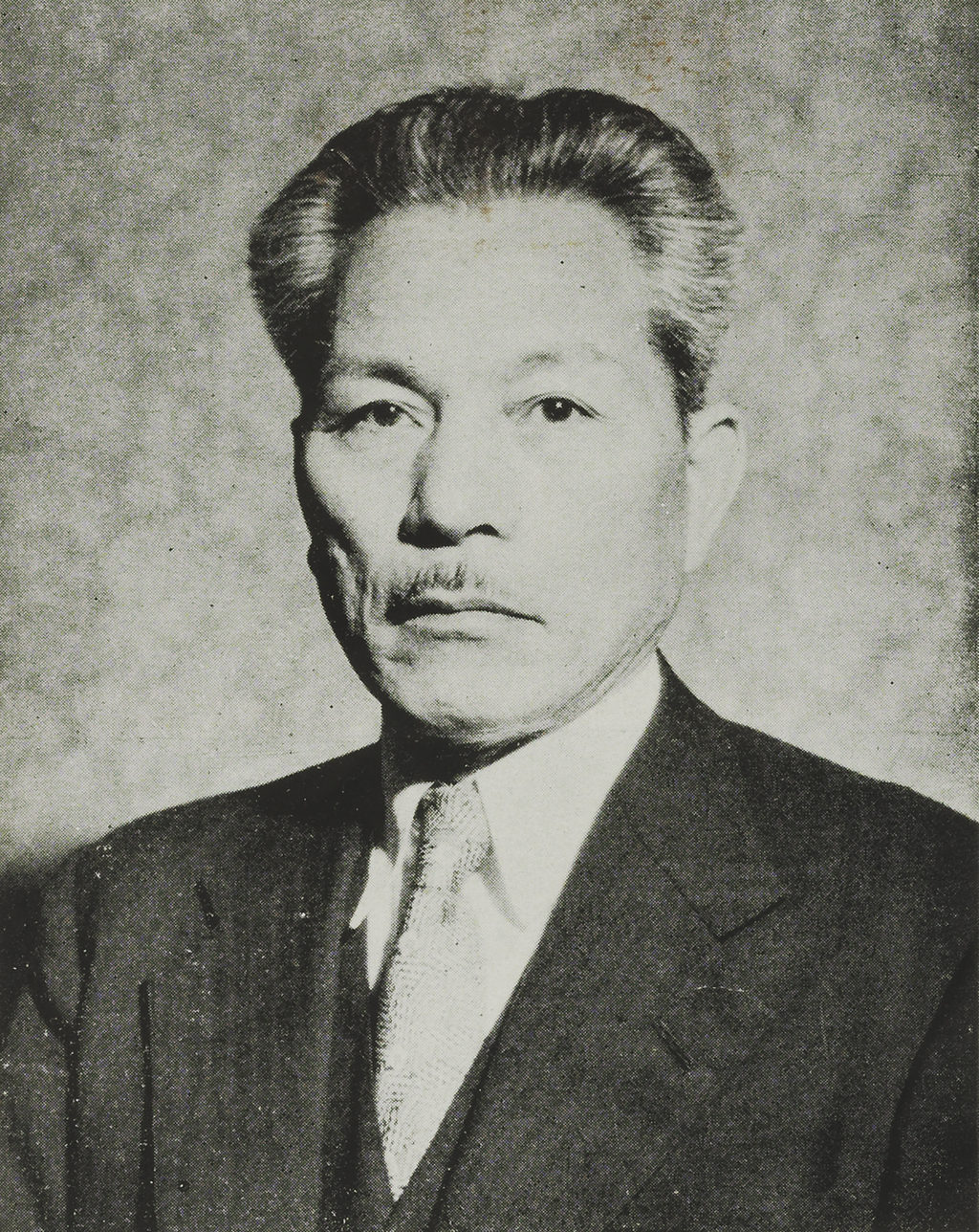
西尾末広／10月3日没

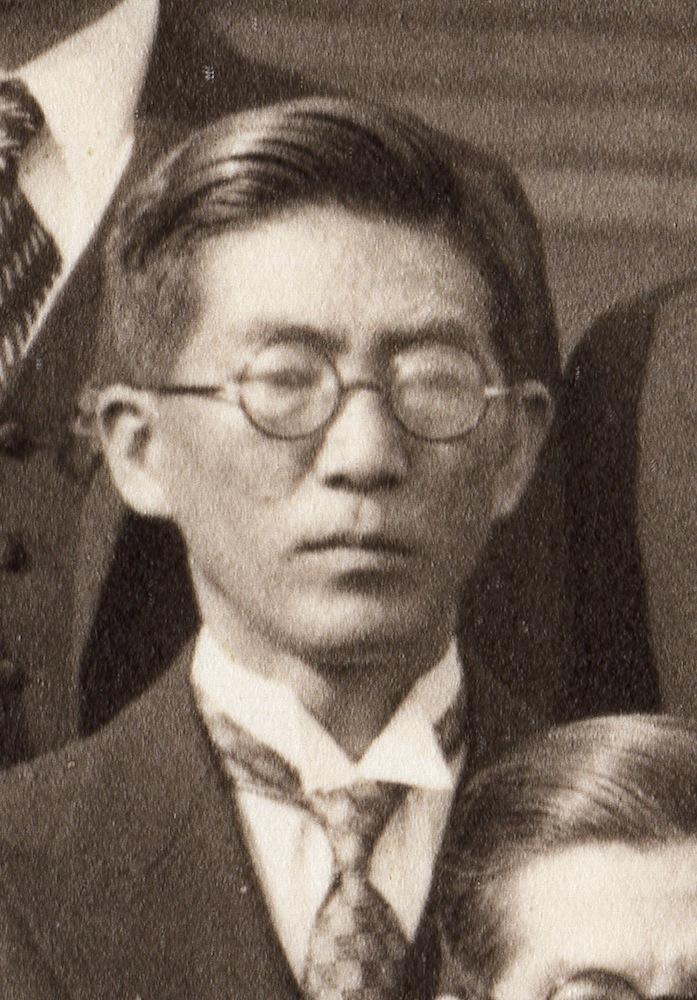
大橋武夫／10月3日没

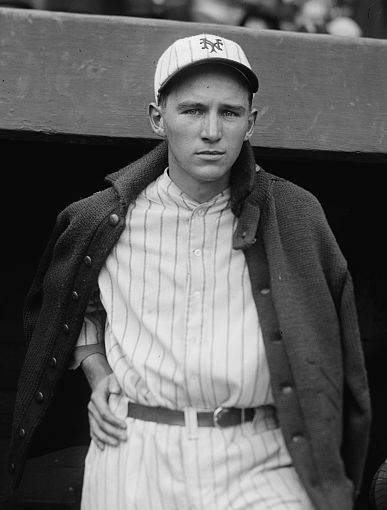
フレディ・リンドストロム／10月4日没

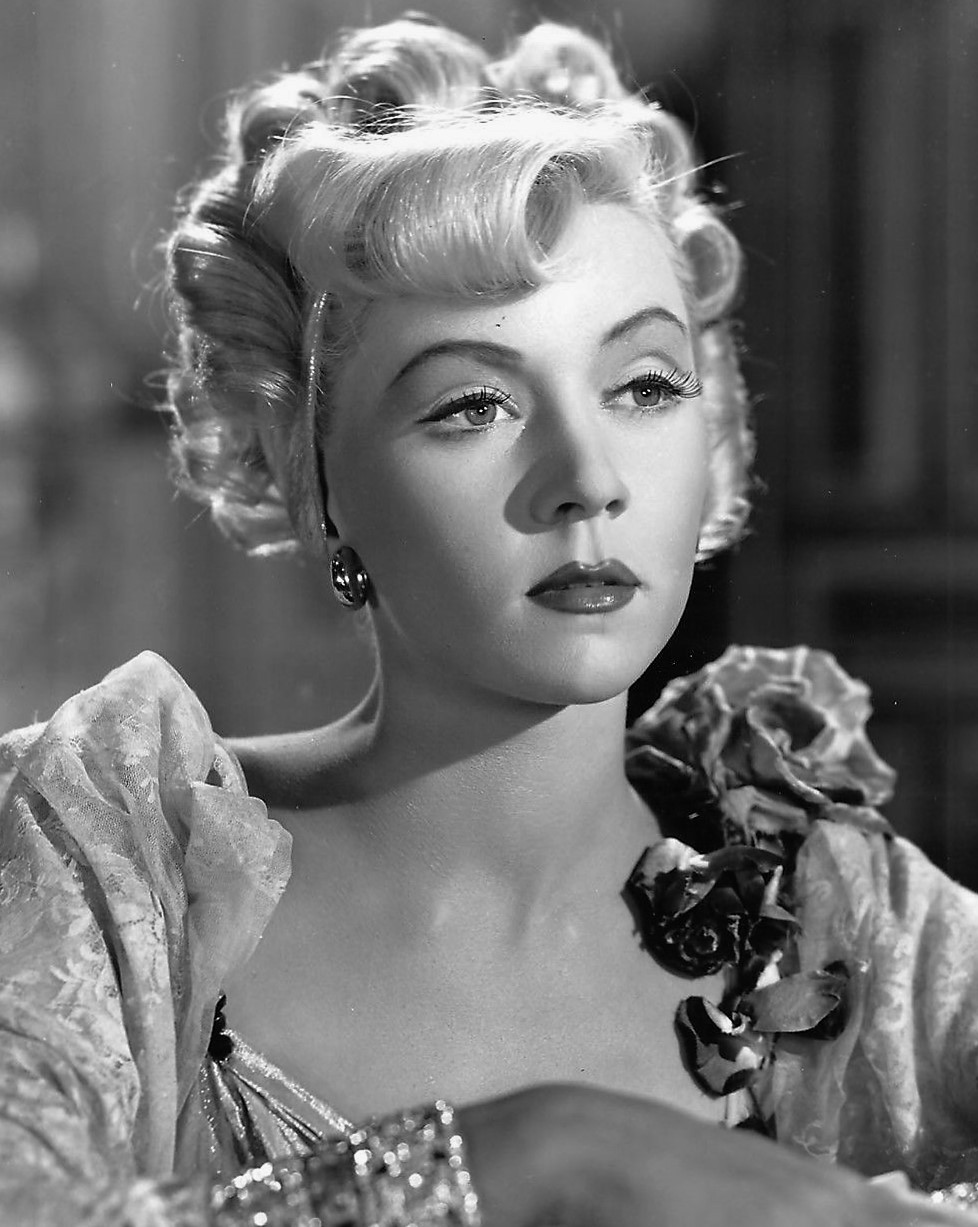
グロリア・グレアム／10月5日没

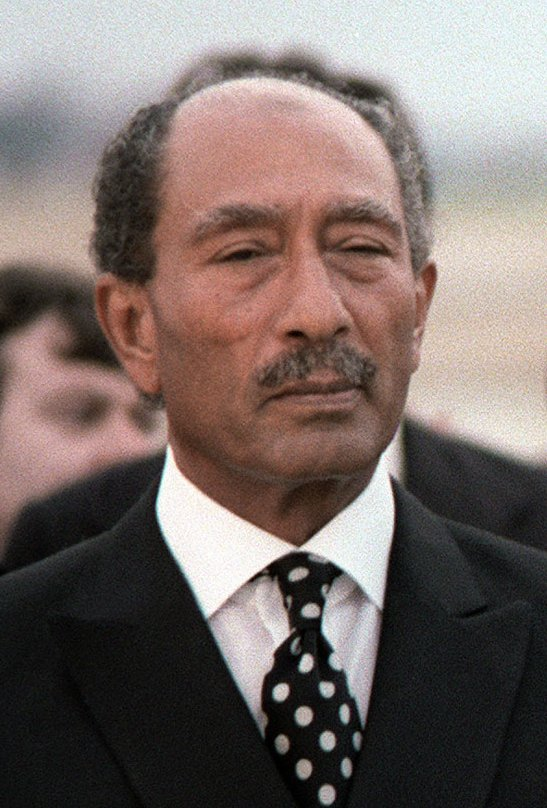
アンワル・サダト／10月6日没

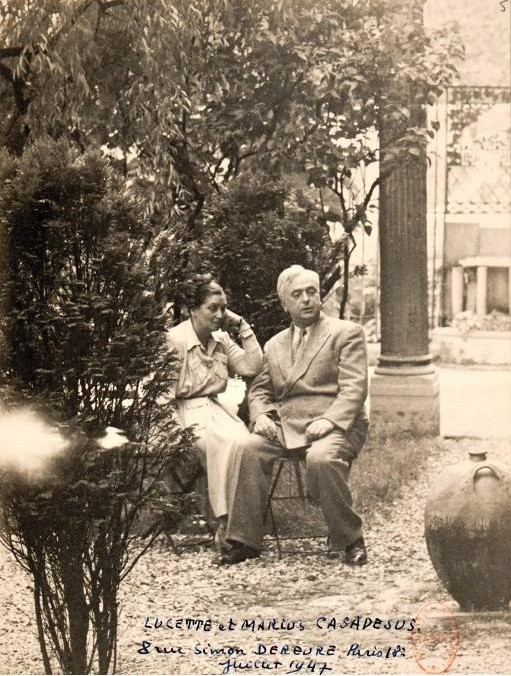
マリウス・カサドシュ（右）／10月13日没

- 10月1日 - 奥山儀八郎、日本の木版画家（* 1907年）
- 10月1日 - 大岡博、日本の歌人（* 1907年）
- 10月3日 - 十河信二、日本の鉄道官僚・政治家、第4代国鉄総裁（* 1884年）
- 10月3日 - 西尾末広、日本の労働運動家・政治家（* 1891年）
- 10月3日 - 大橋武夫、日本の内務官僚・政治家・弁護士、衆議院議員【自由民主党所属】（* 1904年）
- 10月4日 - フレディ・リンドストロム、アメリカ合衆国の元メジャーリーガー（* 1905年）
- 10月4日 - 保田與重郎、日本の文芸評論家（* 1910年）
- 10月5日 - 岡村勝実、日本の陸軍軍人（* 1893年）
- 10月5日 - グロリア・グレアム、アメリカ合衆国の女優（* 1923年）
- 10月6日 - 稲垣昌子、日本の児童文学作家（* 1907年）
- 10月6日 - アンワル・サダト、エジプトの軍人・政治家、共和政エジプト第3代大統領（* 1918年）
- 10月8日 - 永野嚴雄、日本の弁護士・政治家、広島県知事（* 1918年）
- 10月13日 - マリウス・カサドシュ、フランスのヴァイオリニスト・作曲家（* 1892年）

## （16日 - 31日）

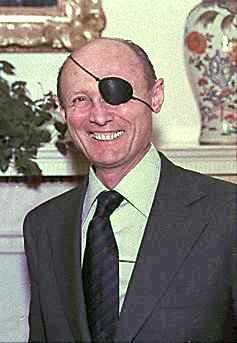
モーシェ・ダヤン／10月16日没

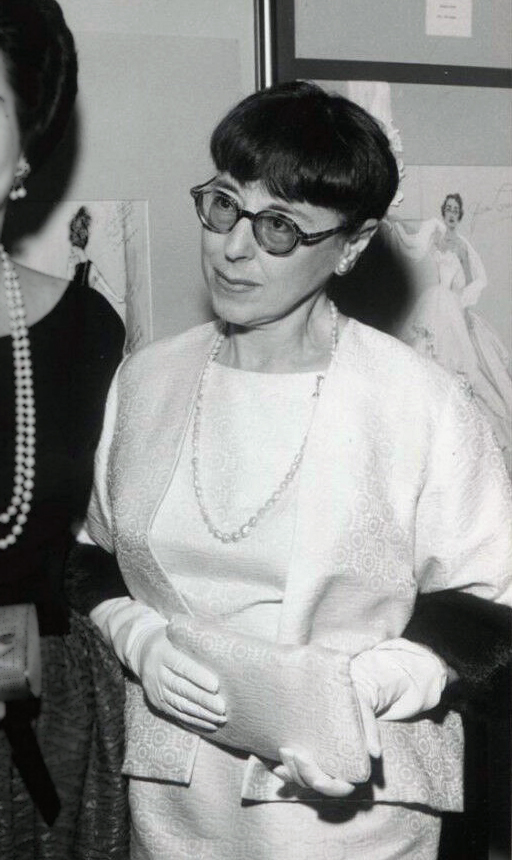
イーディス・ヘッド／10月24日没

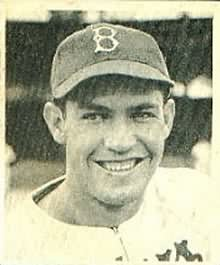
ピート・ライザー／10月25日没

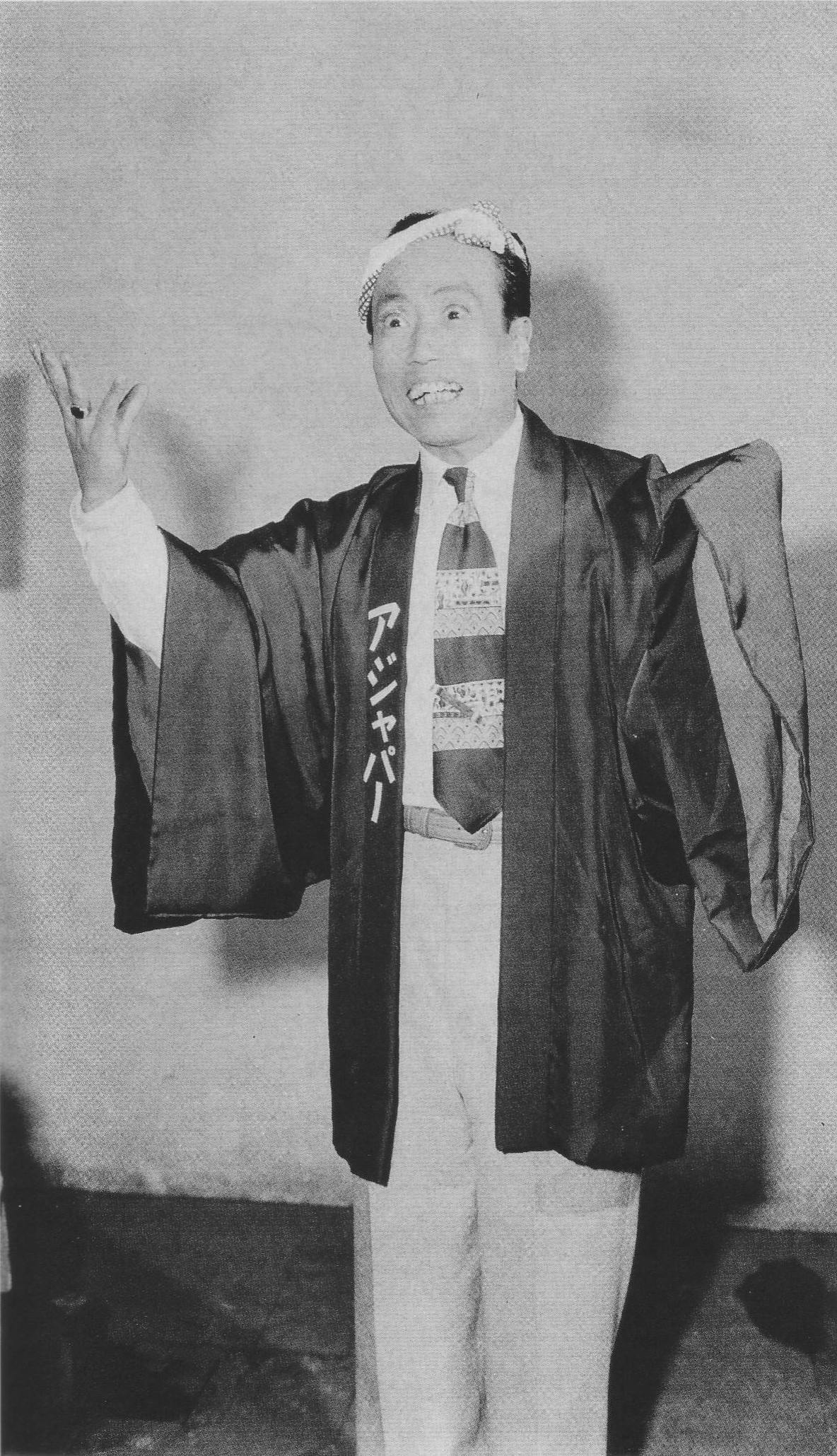
伴淳三郎／10月26日没

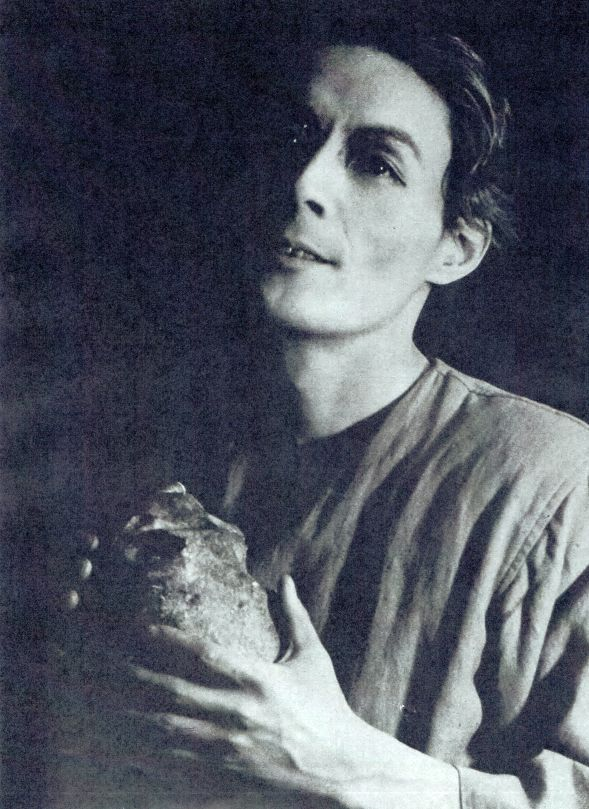
芥川比呂志 ／10月28日没

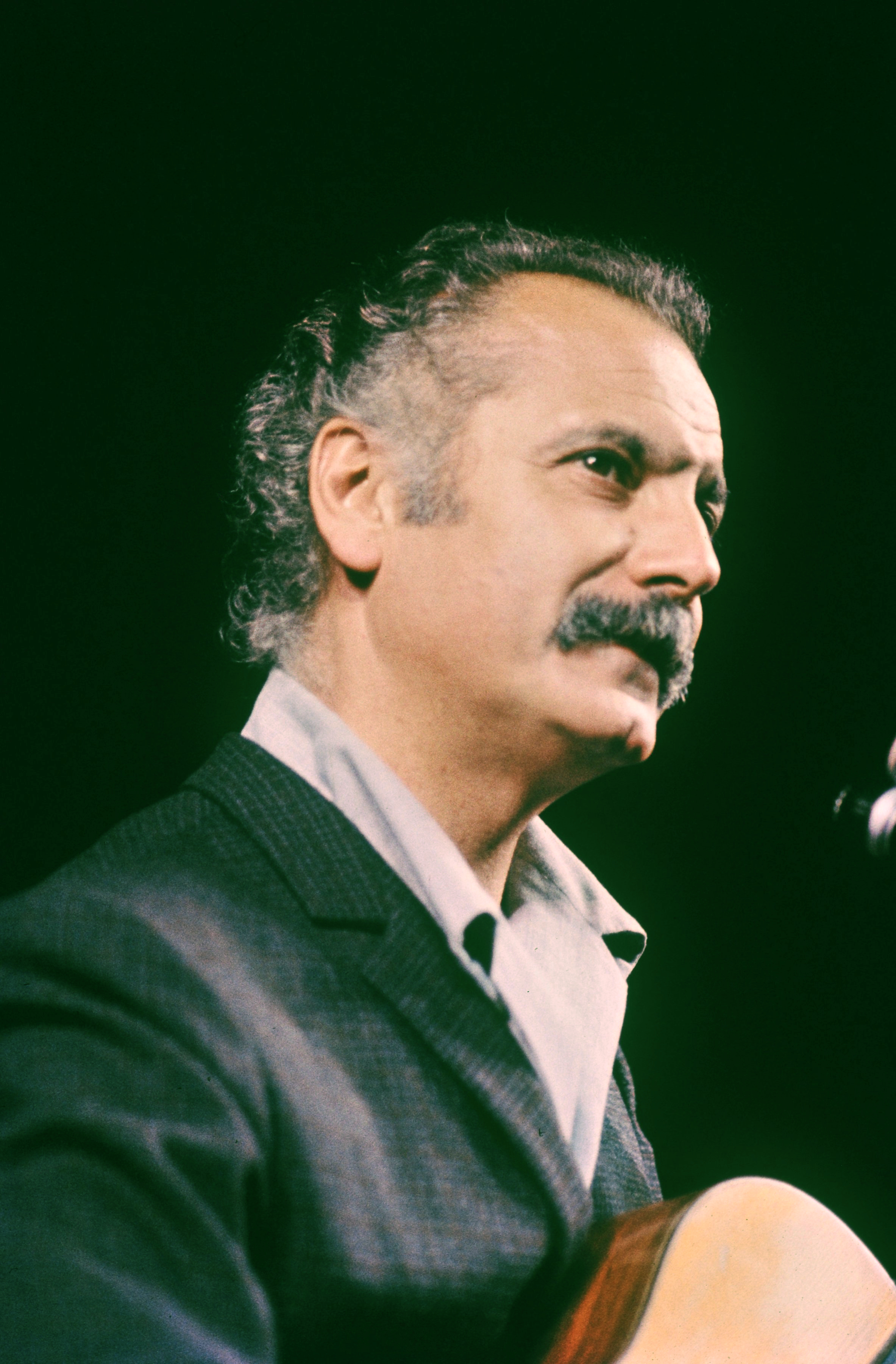
ジョルジュ・ブラッサンス ／10月29日没

- 10月16日 - 薄井一哉、日本の政治家、元兵庫県尼崎市長（* 1897年）
- 10月16日 - モーシェ・ダヤン、イスラエルの軍人・政治家、国防相・外相（* 1915年）
- 10月16日 - スタンリー・クレメンツ（英語版）、アメリカ合衆国の俳優（* 1926年）
- 10月17日 - 伊藤憲一、日本の政治家、労働運動家。衆議院議員（日本共産党公認）（* 1912年）
- 10月18日 - 本田弘敏、日本の実業家、東京ガス元社長・元会長、日本ガス協会会長（* 1898年）
- 10月21日 - 北垣信行、日本のロシア文学者、元東京大学教授（* 1918年）
- 10月21日 - 山田宏臣、日本の陸上競技選手、元男子走幅跳日本記録保持者（* 1942年）
- 10月24日 - 上原敬二、日本の造園研究家・林学博士、東京農業大学名誉教授、日本の造園教育の創始者（* 1889年）
- 10月24日 - 三輪休和、日本の陶芸家、第十代三輪休雪（* 1895年）
- 10月24日 - イーディス・ヘッド、アメリカ合衆国の衣裳デザイナー（* 1897年）
- 10月25日 - ピート・ライザー、アメリカ合衆国の元メジャーリーガー（* 1919年）
- 10月26日 - 伴淳三郎、日本のコメディアン・俳優（* 1908年）
- 10月27日 - 内田亨、日本の動物学者、北海道大学名誉教授（* 1897年）
- 10月27日 - 広瀬秀雄、日本の天文学者（* 1909年）
- 10月28日 - 小林中、日本の実業家、初代日本開発銀行（現・日本政策投資銀行）総裁（* 1899年）
- 10月28日 - 芥川比呂志、日本の俳優・演出家（* 1920年）
- 10月29日 - レオナード・ホークス、イギリスの地質学者（* 1891年）
- 10月29日 - ジョルジュ・ブラッサンス、フランスの歌手・作曲家・詩人（* 1921年）
- 10月30日 - 能見正比古、日本の文筆家（* 1925年）